# جمشید آموزگار
جمشید آموزگار (۴ تیر ۱۳۰۲ – ۶ مهرماه ۱۳۹۵) مهندس، اقتصاددان و دولتمرد اهل ایران بود. او از مرداد ۱۳۵۶ تا شهریور ۱۳۵۷ نخست‌وزیر ایران بود. پیش‌تر نیز، وزیر کار، کشاورزی، کشور، بهداری، کارشناس بانک جهانی (رئیس مجمع سالانهٔ این بانک در سال ۱۳۴۶) و صندوق بین‌المللی پول و رئیس دوره‌ای اوپک بود. آموزگار تنها نخست‌وزیر ایران بود که در آمریکا تحصیل کرده بود.
تدوین و تصویب نخستین قانون کار کشور، لوایح قوانین امور استخدامی، تلاش در جهت تثبیت قیمت نفت ایران و تزریق درآمدهای حاصل از فروش نفت به ارکان و زیرساخت‌های اقتصادی کشور، به خصوص اقتصاد کشاورزی ایران از جمله اقدامات در دورهٔ نخست‌وزیری او در فاصلهٔ سال‌های ۱۳۵۶ تا ۱۳۵۷ بود.
جمشید آموزگار در ۶ مهر ۱۳۹۵ در سن ۹۳ سالگی در بتزدا، مریلند درگذشت.

## اوایل زندگی و تحصیلات
جمشید آموزگار متولد ۴ تیر ۱۳۰۲ در تهران، ایران است. پدرش حبیب‌الله آموزگار از قضات وزارت عدلیهٔ رضاشاه و عضو مجلس مؤسسان و دوره‌های دوم و سوم مجلس سنای ایران بود و در کابینهٔ حسین علاء وزارت فرهنگ را بر عهده داشت. مادر آموزگار از اولین زنان تعلیم‌یافتهٔ علم جدید بود.
وی دوران ابتدایی و متوسطه را در تهران گذراند و تحصیلات دانشگاهی‌اش با جنگ جهانی دوم مقارن شد. او تحصیل در رشته‌های حقوق و اقتصاد دانشگاه تهران را رها کرد و به آمریکا رفت. در دانشگاه کرنل کارشناسی و پی‌اچ‌دی مهندسی راه و ساختمان را به ترتیب در سال‌های ۱۳۲۴ و ۱۳۳۰ دریافت کرد. او همچنین فوق لیسانس مهندسی هیدرولیک را در ۱۳۲۶ از دانشگاه واشینگتن دریافت کرد. در سال ۱۳۲۸ فعالیت‌های اجرایی خود را با سمت کارشناسی در سازمان ملل متحد آغاز کرد. در سال ۱۳۳۰ به ایران بازگشت و دو سال بعد به استخدام وزارت بهداشت درآمد و معاون آن وزارتخانه در امور مهندسی بهداشت شد. در کابینه اقبال به وزارت کار و سپس به وزارت کشاورزی منصوب گردید و در دولت حسنعلی منصور نیز سمت وزارت بهداری را بر عهده داشت. به این ترتیب توان گفت یکی از پرسابقه‌ترین وزرای هویدا بود که بیش از هر وزیر دیگری وزارت‌خانه‌های متعدد را سرپرستی نموده است.

## وزارت
در سال ۱۳۳۷ منوچهر اقبال او را به وزارت کار برگزید که البته دورهٔ کوتاهی را شامل می‌شد. در دورهٔ وی نخستین قانون کار ایران از تصویب مجلسین گذشت. اقبال در آبان ۱۳۳۸ در پی ترمیم کابینهٔ خود بار دیگر آموزگار را به وزارت کشاورزی منصوب کرد. در این دوران به تهیهٔ اولین قانون اصلاحات کشاورزی مأمور شد. جمشید آموزگار در سال ۱۳۴۲ توسط حسنعلی منصور (نخست‌وزیر وقت)، به وزارت بهداری منصوب شد. دولت منصور، دولتی با چهره‌های جوان متمایل به آمریکا بود که با ترور او برچیده شد و آموزگار در دولت جدید به ریاست امیرعباس هویدا در سال ۱۳۴۳ به وزارت بهداری منصوب شد. در دولت بعدی نیز هویدا از وی برای وزارت دارایی استفاده کرد. در سال ۱۳۴۶ آموزگار در مقام یک کارشناس اقتصادی از ایران به مجمع سالانهٔ بانک جهانی و صندوق بین‌المللی پول راه یافت و در همان‌جا به ریاست مجمع سالانهٔ بانک مذکور انتخاب شد. آموزگار تا سال ۱۳۵۴ در این وزارت فعال بود. در این دوران، امور مربوط به قیمت‌گذاری نفت و اوپک برعهدهٔ وی نهاده شد و به‌طور مستقیم با محمدرضا شاه پهلوی در ارتباط بود. در سال ۱۳۵۲، به همراه دیگر وزرای نفتی جهان در کنفرانس اوپک در وین توسط کارلوس شغال مارکسیست گروگان گرفته شد و سرانجام با وساطت جامعهٔ جهانی پس از دو روز آزاد شد. او پس از آزادی «جان خود را در راه اعلیحضرت همایونی بی‌ارزش» خواند. آموزگار در این مقام نقش زیادی در افزایش شدید قیمت جهانی نفت داشت.
جمشید آموزگار در سال ۱۳۵۲، به عضویت در هیئت امنای دانشگاه تهران منصوب شد. وی در دی ماه همان سال ریاست اجلاس اوپک در تهران را عهده‌دار شد و هویدا در کابینهٔ جدید خود وزارت کشور را به او داد.

## نخست‌وزیری
پس از ایجاد حزب رستاخیز توسط محمدرضا پهلوی، آموزگار به این حزب پیوست. در ۴ بهمن ۱۳۵۴ خورشیدی، وی مسئول هماهنگی خدمات شهری در حزب شد و سرانجام در ۶ آبان ۱۳۵۵، به جای هویدا به‌عنوان دبیرکل «حزب رستاخیز ایران» و مشاور نخست‌وزیر به کنگرهٔ حزب معرفی شد. محمدرضا پهلوی در ۱۶ مرداد ۱۳۵۶ خورشیدی، آموزگار را به نخست‌وزیری گمارد. به اعتقاد برخی، شاه با انتخاب آموزگار در صدد برآمده بود تا خود، با مشارکت بخشیدن به مخالفانش، فرصت بحران‌زایی در ایران را از منتقدانش بگیرد. اما عملاً در دوران نخست‌وزیری جمشید آموزگار، مخالفت‌ها بالا گرفت. برنامهٔ دولت او فضای باز سیاسی، صرفه‌جویی و مهار بحران‌های اقتصادی اعلام شد.

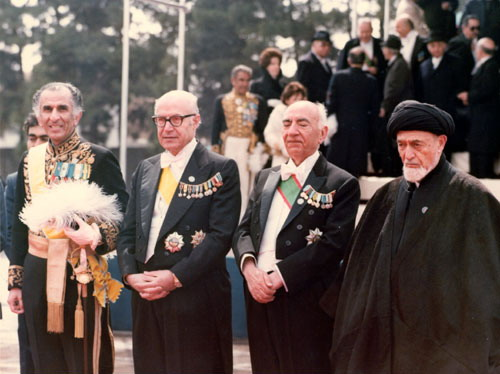
از چپ: جمشید آموزگار نخست‌وزیر، جعفر شریف‌امامی رئیس سنا، عبدالله ریاضی رئیس مجلس شورای ملی و سید حسن امامی امام جمعهٔ تهران. اسفند ۱۳۵۶، شهر ری، مراسم یکصدمین سال تولد رضاشاه

رویدادهایی که در دوران نخست‌وزیری جمشید آموزگار روی داد و به سرنگونی حکومت پهلوی سرعت بیشتری بخشید عبارت‌اند از:
- شب‌های شعر انستیتو گوته
- درگذشت سید مصطفی خمینی
- چاپ مقالهٔ ایران و استعمار سرخ و سیاه در روزنامه اطلاعات در ۱۷ دی ۱۳۵۶ و پیامدهای آن
- تظاهرات ۱۹ دی قم
- تظاهرات ۲۹ بهمن تبریز
- ایجاد حکومت نظامی در شهرهایی چون اصفهان
- آتش‌سوزی سینما رکس آبادان

این رخدادها سرانجام منجر به استعفای آموزگار از نخست‌وزیری در ۴ شهریور ۱۳۵۷ و استعفا از دبیرکلی حزب رستاخیز در مهر ۱۳۵۷ شد. او در هنگام اوج گرفتن انقلاب ۱۳۵۷، به خاطر بیماری همسر آلمانی خود، ایران را به مقصد آمریکا ترک کرد و از کشته شدن رهایی یافت. وی پس از خروج از ایران، تا پایان عمر در آمریکا اقامت گزید.

## زندگی شخصی
جمشید آموزگار سه برادر با نام‌های جهانگیر، کورس و هوشنگ داشت. جهانگیر به وزارت دارایی و کورس به وزارت مسکن و آبادانی رسیدند. وی در اواخر دورهٔ تحصیل خود در آمریکا با یک زن یهودی آلمانی‌تبار به نام «اولریکه» ازدواج کرد. پس از انقلاب، فعالیت‌های وی بر اقتصاد جهانی و صندوق بین‌المللی پول متمرکز بود. او ابتدا به فلوریدا رفت و نزد پدرزن خود اقامت داشت و سپس به همراه برادرش جهانگیر آموزگار یک شرکت ساختمانی بنیاد نهاد. او و همسرش در سال ۲۰۰۶ یک بورس تحصیلی برای دانشجویان کارشناسی که رشته یا ماینر ایران‌شناسی را در دانشگاه مریلند در کالج پارک تحصیل کنند پایه گذاشتند.